# 위키리크스
위키리크스(영어: WikiLeaks)는 익명의 정보 제공자가 제공하거나 자체적으로 수집한 사적 정보 또는 비밀, 미공개 정보를 공개하는 국제적인 비영리기관이다. 주로 각국 정부나 기업 등에 속한 조직의 비공개 문서를 공개한다.
위키리크스 웹사이트는 선샤인 프레스(Sunshine Press)에 의해서 2006년에 개설 되었는데, 사이트가 개설된 지 채 1년이 지나기도 전에 120만 건 이상의 문서가 등록되게 되었다. 위키리크스에서는 조직의 설립자들을 중화인민공화국의 반체제 인사와 기자, 수학자, 그리고 미국, 중화민국, 유럽, 오스트리아, 남아프리카 공화국에서 활동하는 벤처기업 기술자들로 밝히고 있지만, 오스트레일리아의 인터넷 활동가인 대표 줄리언 어산지(Julian Assange) 외에는 알려진 바가 없다. 위키리크스 웹사이트는 처음에는 사용자가 직접 편집할 수 있는 위키 사이트였지만, 점차 전통적인 미디어 전달 방식으로 변화해서 지금은 사용자의 의견 게재나 문서 편집을 허용하지 않고 있다.
2010년 4월에 부수적 살인(Collateral Murder)이라는 제목의 비디오 파일을 공개함으로써 전 세계 인터넷 사용자들로부터 큰 관심을 받게 되었는데, 이 비디오는 2007년에 이라크에서 이라크 국민과 기자들이 미군에 의해 살해되는 장면을 담고 있다. 2010년 6월에는 미국 정부에 의해 기록된 아프가니스탄 전쟁에 관한 76,900건의 미공개 문서들을 아프가니스탄 전쟁 일지(Afghan War Diary)라는 제목으로 공개하였다. 2010년 10월에는 주요 영리 미디어 업체들과 협력하여 일명 미국의 이라크 전쟁 기록(Iraq War Logs)으로 불리는 약 40만 건의 문서들을 공개하였는데, 이 기록에는 이라크와 이란 국경에서 숨진 모든 사람들에 대한 정보가 담겨 있었다. 2010년 11월에는 미국무부 외교전신을 공개하였다.
위키리크스에 대한 평가는 찬사와 비난으로 극단적으로 엇갈리고 있다. 위키리크스는 2008년 이코노미스트(The Economist)로부터 뉴미디어상(New Media Award)을 수상한 것을 비롯하여, 2009년에는 국제앰네스티(Amnesty International)로부터 영국 미디어상(UK Media Award)을 수상하였다. 2010년에 뉴욕시티데일리뉴스(New York City Daily News)는 위키리크스를 향후 뉴스 미디어 분야를 변화시킬 웹사이트 중 으뜸으로 선정하였으며, 타임즈(The Times)는 2010년 타임 올해의 인물로 위키리크스 대표인 줄리안 어샌지를 선정하였다. 영국 정부의 정보권한 책임자(UK Information Commissioner)는 "위키리크스는 온라인 사용자들이 힘을 얻게 되어서 벌어진 현상의 하나이다"라고 말했다. 위키리크스 서비스 개시 초창기에는 위키리크스에 대한 과도한 사법적 제재 위협을 중단해 줄 것을 요구하는 탄원 서명에 60만명 이상이 참여하기도 했다. 미디어 분야나 학계의 위키리크스 지지자들은 위키리크스에게 더 많은 정부나 기업의 미공개 자료 공개와 투명성 제고, 출판의 자유에 대한 지지, 권력 기관에 의해 도전 받고 있는 민주적 의사표현의 신장을 주문하고 있다.
한편 미국의 여러 정부 당국자들은 위키리크스에 대해 비밀 정보를 누설하고 국가의 안위를 위협하며 국제적 외교활동을 방해한다고 비난해 왔다. 일부 인권 단체들은 위키리크스가 초창기에 공개한 문서들에 등장하는 국제기구 협력 인사들의 이름을 신변보호 차원에서 삭제하거나 수정해 줄 것을 요구하고 있다. 마찬가지로 일부 저널리스트들은 위키리크스가 수천 건 이상의 문서를 충분한 검토 없이 동시에 공개하고 있는데 이로 인해 편집상의 오류가 많다고 비판하고 있다. 위키리크스에 대한 이러한 부정적인 평가 및 인터넷상의 논쟁에 대해, 국제연합 인권고등판무관(UN High Commissioner for Human Rights)인 네비 필래이(Navi Pillay)는 2010년 12월에 개최된 표현의 자유에 관한 범아메리카국가 회의(Inter-American Commission on Human Rights Special Rapporteur for Freedom of Expression)에서 미국을 비롯한 미주 35개 국가의 연합체인 미주기구(the Organization of American States, OAS)와 공동 채택한 합의문에서 위키리스크와 세계 각국 정부, 기업을 포함한 모든 당사자들이 국제법상에서 허용하고 있는 인권이나 정보 이용에 관한 원칙들을 지켜야 한다고 발표하였다.

위키리크스 대표 줄리언 어산지는 BBC와의 인터뷰에서 수많은 익명의 사람들이 참여해 집단지성으로 만들어지는 위키백과에서 착안하여 위키리크스를 시작하게 되었으며, 주로 익명 제보에 의존하지만 자체적인 검증 시스템을 통과한 정보만을 사이트에 올린다고 하였다. 그리고 이미 공개된 내용이나 단순한 소문을 다루지 않는다 한다. 자금 조달의 문제로 위키리크스는 2009년 12월 모든 작동을 일시적으로 중지했었다. 비공식 미러 사이트에 접근이 여전히 가능했었음에도 기사들이 더는 게재되지 못하였다. 위키리크스는 시스템을 가동하는 데 필요한 비용을 충당하고 나서 모든 작동을 복구하였고, 2010년 2월 3일에 자금 조달을 위한 최소 목표가 성취되었다고 공표했다.

## 개요

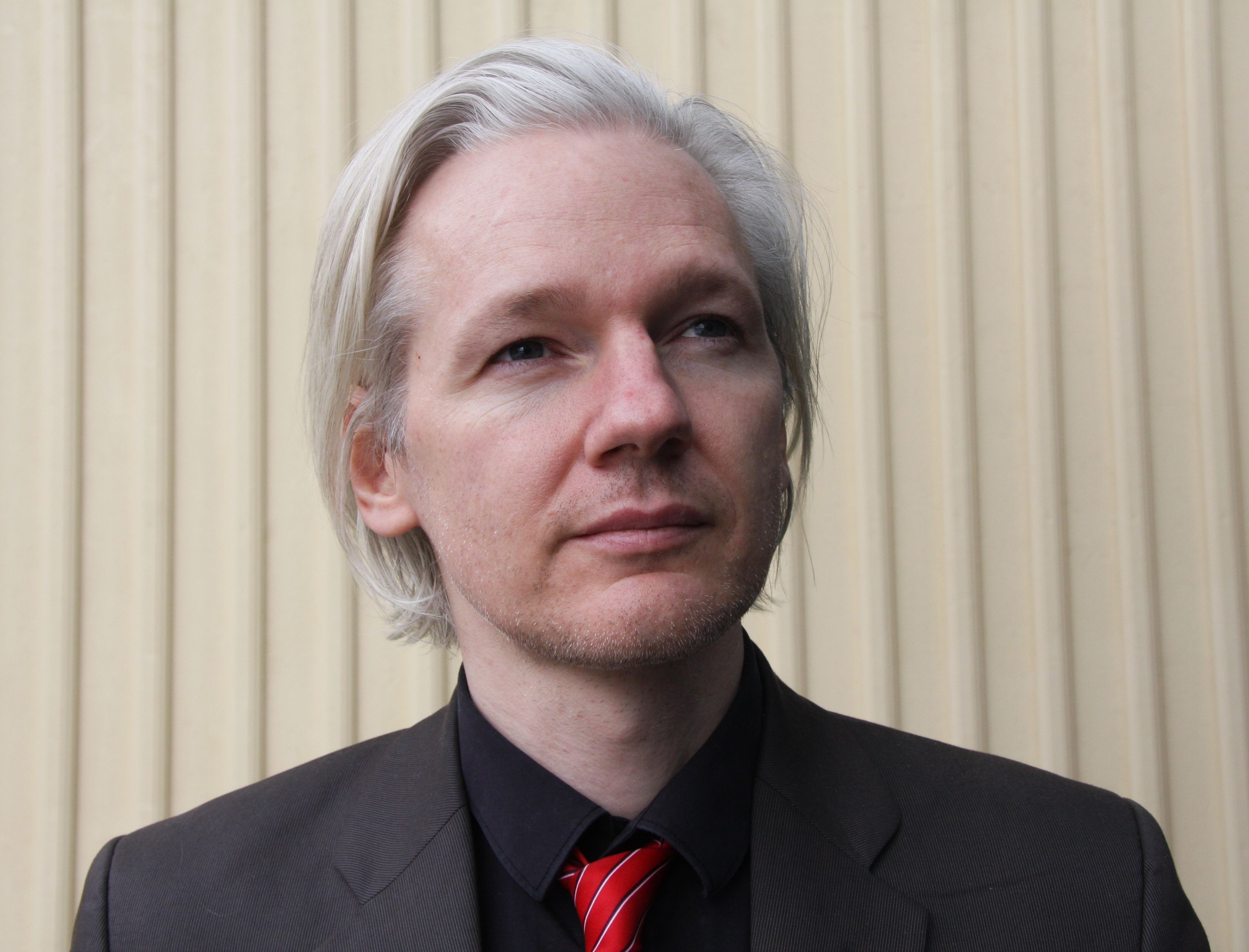
위키리크스의 창립자 줄리언 어산지

위키리크스는 2007년 1월 처음 웹 상의 대중에게 공개되었다. 위키리크스의 창립자들은 스스로 자신이 위키리크스 게시판의 고문 회원이라고 밝힌(후에, 위키리크스의 창립자라고 밝혀졌다) 줄리언 어산지같은 대중에 공개된 사람을 제외하고는 모두 신원이 밝혀져 있지 않다. 2009년 6월 즈음, 이 사이트는 1200여 명이 넘는 자원 봉사자들이 올라와 있고, 어산지, 필립 아담스, 왕 단, CJ 힌케, 벤 로리에, 타시 남걀 캄시트상, 샤오 치앙, 치코 휘트테이커, 그리고 왕 유카이가 고문의 목록에 올라와 있다. 그러나 2010년 《마더 존스》 잡지에서 조사한 결과 목록에 오른 고문들 가운데 몇몇은 사이트에 언급된 지 몰랐거나 어떻게 자신의 이름이 거기에 있는지 이해가 가지 않는다고 말했다. 캄시트상은 그가 위키리크스의 고문이 되기로 동의한 적 없으며, 노암 촘스키는 자신이 페이스북의 위키리크스 모임에 스스로 자원한 관리자로 등록되어 있는지 몰랐다고 했다.
위키리크스의 주요 관심은 아시아, 이전 소비에트 연방, 사하라 사막 이남 아프리카 그리고 중동 지역의 압제적인 규율, 관습, 제도 등을 폭로하는 데 있지만, 그에 더해, 세계의 비밀을 공개하지 않으려는 정부, 기업의 비윤리적인 행동이 밝혀지기를 바라는 모든 사람들이 위키 리크스의 참여자가 되길 원한다. 2007년 1월, 웹사이트는 대중에 공개될 준비가 된 기밀문서들이 120만 건 있었으며, 아프가니스탄 전쟁 장비의 지출비용 문건부터 케냐의 부정부패에 이르기까지 계속해서 새로운 항목들이 첫 페이지에 오르며 다른 중요한 문서들이 방출되었다.
그들은 내부고발자들과 기자들이 천안문 광장의 학살 기념일에 대한 중화인민공화국인 고위 공무원에게서 온 이메일을 대중에 공개한 이후 2005년 10년형을 구형 받았던 중화인민공화국인 기자 시 타오의 사건을 참고하여, 민감한 메일, 문서들로 말미암아 감옥에 가지 않도록 보장하였다. 이 프로젝트는 1971년 펜타곤 페이퍼의 다니엘 엘스버그의 누설에서 유래되었다. 미국에서는 몇몇 문서의 누설은 법적으로 보호되어야 한다고 밝혔다. 미국 연방 대법원에서는 헌법상 적어도 정치적인 연설의 분야에서만큼은 익명성 보장을 규정했다.
작가이자 기자인 휘틀리 스트라이버는 “정부 문서의 누설은 감옥을 의미할 수는 있지만, 감옥은 공정하고 짧게 구형 되어야만 한다. 그러나 감금 혹은 심지어 죽음까지 이르는 중화인민공화국, 아프리카, 그리고 중동 지역 같은 많은 지역이 있다.”라며 이 위키리크스 프로젝트의 이점에 대해서 연설했다.
이 사이트는 2008년 이코노미스트의 《뉴 미디어 어워드》를 포함하여 수많은 중요한 상을 받았다. 그리고 2009년 6월, 위키리크스와 줄리언 어산지는 2009년 영국 국제사면위원회의 《미디어 어워드》를 케냐 경찰들의 살인에 대한 인권을 위한 케냐 국립 위원회의 보고서에 의한 "Kenya: The Cry of Blood – Extra Judicial Killings and Disappearances"의 2008을 출판한 데 대하여 상을 받았다.

## 활동 중지
2009년 12월 24일, 위키리크스는 기금난을 겪었고, 새로운 기사를 제출하는 형태를 제외하고 웹사이트의 모든 접근을 중지했다. 위키리크스는 이를 일반적인 업무를 멈추고 상승하는 세입에 관련된 모두를 책임지기 위한 일종의 파업이라고 본다. 2010년 1월 6일 기금이 안정되길 바라는 동안 이 파업은 2월 3일까지 최소 기금조달 목표가 성취되기까지 지속되었다. 2010년 1월 22일, 페이팔은 위키리크스의 기부 계좌를 중지하고 그들의 자산을 동결시켰다. 위키리크스는 이런 일이 일어나기 전 불분명한 이유를 들어 이의를 제기했다. 이 계좌는 2010년 1월 25일 복원되었다.

## 운영
2010년 1월 인터뷰에 따르면, 위키리크스 팀은 5명의 전임 직원 그리고 800명의 월급을 받지 않는 예비 근로자들을 두고 있으며 공식적 본부를 두고 있지는 않다. 경비지출은 주로 관료식의 복잡한 절차와 서버 유지비로 연간 20만 유로인데 자원봉사자들 급여 지급할 시에는 현재 연간 60만 유로로 추산하고 있다. 위키리크스는 변호사한테 돈을 지급하지 않고 AP 통신사, 로스앤젤레스 타임스 그리고 미국 신문 출판인협회 같은 미디어 기구에 의해 법적인 지지와 기부를 받는다. 그들의 수입원은 기부뿐이지만, 경매 모델을 추가하는 것을 계획하고 있다.

### 기술
단지 읽기만 가능한 페이지 "사용자에게 위키리크스는 위키백과처럼 보일 것이다. 누구나 그것을 게시할 수 있고 편집할 수 있다. 기술적인 지식은 요구되지 않는다. 기밀 누설자들은 익명으로 흔적이 남지 않게 문서를 게시할 수 있다. 사용자들은 문서에 대해 토론하고 그들의 신용과 정확성에 따라 분석할 수 있다. 사용자들은 배경지식과 내용을 따라서 기밀 누설된 문서에 설명할 수 있는 기사를 읽고 쓸 수 있다. 문서, 그리고 있을법한 정치적인 관련성은 수많은 캐스트를 통해 밝혀진다.
그러나 위키리크스는 단지 "정치, 외교, 역사, 인도"적인 측면에 관한 문서들을 편집 방침 기준으로 받아들인다. 이것은 편집방침이 없는 것이 스팸과 좋은 자료들이 섞이도록 야기한다는 초기의 비판주의와 "자동적인, 믿을만한 기록의 비차별적인 간행"을 증진시키는 것과 궤를 같이하고 있다. 위키리크스는 더 이상 누구나 게시하고 편집하는 것은 불가능하다. 그 대신에 의뢰는 내부의 검토 과정을 거쳐 간행되는 반면, 편집기준에 일치하지 않는 문서들은 익명의 위키리크스 리뷰어들에게 거절 당하기도 한다. 위키리크스는 몇몇의 소프트웨어 패키지(미디어위키, 프리넷, 토르, PGP)에 기반을 두고 있다. 위키리크스는 사용자들의 사생활 보호를 강화시키기 위해서 Tor를 사용하고 게시를 강력하게 독려하고 있다.

### 호스팅, 접근, 보안
위키리크스는 스스로 '많은 기밀 문서의 흔적이 남지 않는 비검열 시스템'으로 묘사하고 있다. 위키리크스는 스웨덴 회사인 PRQ의 "고도의 보안,질문과답변 없는 호스팅 서비스"하는 곳에 서버를 두고 있다. PRQ는 파이러트베이와 관련된 Gottfrid Svartholm과 Fredrik Neij는 수많은 지휘권들로 부터의 법적인 도전들을 견디는 경험을 하고 있다. 위키리크스는 밝혀지지 않은 위치에 있는 자신의 서버를 유지하고, 일지를 갖고 있지 않으며 소스와 다른 믿을만한 정보들을 보호하기 위해 군사기밀정도의 암호를 사용한다.

## 각국의 대응과 진행
중화인민공화국 정부는 현재 위키리크스 사이트 전체를 검열하는 것을 시도하고 있다. 그러나 이 사이트는 여전히 중화인민공화국의 인터넷 방화벽 뒤에서 "secure.sunshinepress.org"와 같은 우회 사이트들을 통해서 접근이 허용되고 있다. 이 우회 사이트는 자주 바뀌며 위키리크스는 사용자들에게 위키리크스의 커버네임을 찾는 것을 유도해주어 도와주고 있다.
2009년 3월 16일 오스트레일리아 커뮤니케이션 미디어위원회(ACMA)는 그들의 블랙리스트에 위키리크스의 특정 페이지 URL을 추가했다. 블랙 리스트에 추가된 이후, 다른 나라에서부터 업로드되고 있으며 이러한 페이지들은 만일 의무적인 인터넷 필터링 검열이 계획대로 이행된다면 오스트레일리아 내에서는 제한될 예정이다.
2010년 12월 10일 스웨덴 검찰청의 대변인은 아프간 전쟁에서의 미군의 범죄사실을 폭로한 바 있는 위키리크스의 설립자인 줄리언 어산지에 대해 강간 혐의로 체포 영장이 발부되었다고 발표하였다. 그러나 곧바로 스웨덴 검찰청장이 이를 취소하는 일이 벌어졌다. 어산지는 이 사건을 "위키리크스의 일을 심각하게 교란시키기 위한 것"이라고 주장했다. 위키리크스는 2차 폭로를 준비하고 있다고 발표한바 있다.
12월 15일 위키리크스 설립자 줄리언 어산지는 스웨덴에서 발급된 성폭행 혐의 영장이 발부되자 자진 출두해서 영국 경찰에 체포되었다가 12월 17일 보석으로 석방되었다.

## 누설 항목

### 2010년

#### 미 국무부와 전 세계 274개 미대사관의 공식 외교문서
2010년 11월 28일, 위키리크스는 cablegate.org에 “1996년부터 2010년 말까지 미 국무부가 전 세계 274개 미 대사관과 주고받은 공식 외교문서”라는 설명이 붙은 220개의 문서들을 공개했다. 2011년 4월 기준으로 위키리크스는 한국 관련 전문 2878건 북한 관련 2596건을 보유하고 있으며 이중, 주한 미국대사관 전문 1980건을 확보하고 있다. 이 가운데 대한민국과 관련된 8건이 공개되었다.

#### 튀니지 혁명
2011년 1월 15일 온라인 신문 데일리 메일이 튀니지의 대통령 벤 알리가 국외로 탈출한 소식을 전했다. 위키리크스가 폭로한 외교문서중 튀니지 핵심권력의 부패 실상에 대한 내용이 들어 있었다. 외교문서 작성일은 2008년 6월 28일. 미국 대사 로버트 고덱이 작성한 이 문서는 대통령 벤 알리 일가, 특히 대통령 영부인과 친인척 ‘가족’의 부패실상에 대한 이야기가 적나라하게 담겨 있었다. 이는 이후 일어나는 재스민 혁명에 일조했으며 튀니지 사람들은 위키리크스 자료 중 튀니지와 관련된 자료를 별도로 정리하여 튀니리스크 라는 사이트를 만들었다.

#### 이집트 혁명
위키리크스가 폭로한 이집트와 관련된 미국의 외교문서는 다음과 같다. 정부는 호스니 무바라크 대통령을 비난한 시인을 3개월 동안 감옥에 구금했고, 한 블로거는 공항에서 13시간을 억류하고 소지했던 노트북을 압류했다. 이집트의 경찰은 자백을 받기 위해 고문을 동원한다. 고문을 받은 사람들 중에는 시위 참가자와 활동가들, 무슬림형제단 활동가들이 포함되었다. 등이다. 위키리크스가 이 문서들을 인터넷에 공개하면서 이집트인들은 그동안 언론에서 접할 수 없었던 국가의 실상을 알게 되었고, 이는 이집트 혁명의 배경이 되었다.

#### 위키리크스에 대한 미국 정보부의 보고서
2010년 3월 15일, 위키리크스는 32페이지 가량의 미국 국방부의 2008년 3월 분석 기밀보고서를 공개했다. 이 문서는 웹사이트의 미국 보안과 관련된 몇몇 저명한 보고서에 대해 기술했다. 위키리크스의 에디터인 줄리언 어센지대표는 군사 보고서의 몇몇 세부묘사들은 부정확하고 결함이 있으며 또한 보고서에 의한 미군의 우려는 가상적인 것일 뿐이라고 말했다. 이 보고서는 내부에 존재하거나 혹은 전에 일했던 내부고발자와 기밀누설자를 채용의 중지와 범죄 기소를 통해 잠재적인 내부고발자들을 단념시키도록 하는 것에 대해 이야기하고 있다.

#### 바그다드 침공 비디오
2010년 4월 5일, 위키리크스는 기밀문서로 지정된 2007년 7월 12일 바그다드에서 로이터 통신 기자 2명 Saeed Chmagh와 Namir Noor-Eldeen을 포함하여 12명의 사상자를 낸 공습에 관한 비디오를 공개했다. 이 필름은 39분의 미편집분과 18분의 편집(주석이 덧붙여진)본으로 구성되어 있다. 비디오의 분석은 한 남자가 AK-47를 나른다고 오인하여 악의적인 동기가 없어 보이는 데도 불구하고 다른 RPG (로켓 추진 유탄발사기)와 공격했다. 군부대측에서는 비공식의 작은 조사로 집행했지만 아직도 기본적인 조사 자료(관련 군인들의 진술 혹은 전투의 평가자료)들을 공개하고 있지 않다. 이 자료의 공개 이후 위키리크스는 구글의 검색자료로 상위권에 내내 랭크되어 있었다.
부수적 살인(Collateral Murder)이라고 이름붙은 이 비디오는 미국무부에서 자주 사용되는 개념인 부수적 피해(Collateral Damage)를 빗대어 붙여졌다.

#### 473개의 카이로 발 미 외교문서
2011년 2월 16일 폭로된 이 문서는 대외비(confidential)뿐 아니라 다수의 비밀(secret) 문서도 포함되어 있다. 위키리크스의 설립자 줄리안 어산지는 2011년 2월 13일 언론과 인터뷰에서 “튀니지의 대통령 벤 알리의 퇴임에 위키리크스가 중요한 영향력을 행사했다는 것은 의심의 여지가 없다”며 “튀니지가 이집트나 예멘, 그리고 요르단 등 현재 중동에서 벌어지고 있는 시위에 하나의 사례가 될 것이라는 것은 틀림없어 보인다”고 말했다. 위키리크스의 미러사이트에서 진행되는 문서공개작업을 보면 지금 중동에서 진행되는 상황에 보조를 맞추기 위해 총력을 기울이는 인상이다.

### 2016년

#### DNC 이메일 공개
민주당 힐러리 클린턴의 대선 후보 공식 지명은 현지시각으로 2016년 7월 26일이었고 공화당 도널드 트럼프의 공식 지명은 현지시각으로 2016년 7월 19일이었다. 이로써 유세가 본격적으로 시작될 무렵, 현지시각으로 2016년 7월 22일 새벽에 Guccifer 2.0이란 자로부터 해킹된 민주당 전국위원회(DNC) 이메일을 전달받아 위키리크스에서 공개하였다. 이는 힐러리 대선 후보에게 11월 8일 선거 직전까지 집중적으로 영향을 준 폭로 시리즈의 시발점으로 볼 수 있다.

### 2017년

#### CIA 해킹 툴 공개
2017년 3월부터 9월까지 Vault 7 시리즈를 통해 CIA 해킹 툴의 설명서들을 공개하였다.
11월 9일에는 Vault 7 시리즈에서 공개한 툴들의 소스코드를 공개하는 Vault 8 시리즈를 등록하기 시작하였다. 이날은 Hive 툴의 소스코드가 등록되었다.

## 기타
브래들리 매닝(23) 전 미군 일병은 미군의 군사기밀을 제공한 혐의로 2010년 5월 26일 체포되어 수사를 받았다.

그는 2013년 미국 메릴랜드주(州) 프트미드 군사법원에서 35년형을 선고 받았다.
한국 관련 사건사고 전문들을 한국어로 번역하는 위키리크스한국이 있다.위키리크스 비밀문서를 토대로 시리즈로 엮고 있는 ‘청와대-백악관 X파일’을 비롯, 여러 기획물들을 통해 독자들에게 다양한 사건사고를 보도하고 있다.

## 같이 보기
- 케이블 게이트
- 어나니머스
- 스트라이샌드 효과

## 관련 서적
- 《위키리크스 : 권력에 속지 않을 권리》, 마르셀 로젠바흐,홀거 슈타르크 공저, 박규호 옮김, 21세기북스, 2011년 2월 ISBN 978-89-509-2894-0
- 《위키리크스 : 마침내 드러나는 위험한 진실》, 다니엘 돔샤이트 베르크 저, 배명자 옮김, 지식갤러리, 2011년 2월 ISBN 978-89-6260-266-1
- 《위키리크스 비밀의 종말》, 데이비드 리, 루크 하딩 저, 이종훈, 이은혜 옮김, 북폴리오, 2011년 8월, ISBN 9788937833328